# Mattias Nilsson
Pour les articles homonymes, voir Nilsson.
Mattias Nilsson, né le 19 février 1982 à Östersund, est un biathlète suédois. 

## Biographie
Dans sa jeune carrière, il participe à quelques courses internationales de ski de fond telles que les Championnats du monde junior. En parallèle, il est également actif dans le biathlon, remportant le titre mondial junior du sprint en 2002. Il fait ses débuts en Coupe du monde l'hiver suivant, où il est sélectionné pour les Championnats du monde 2003, terminant notamment 24e du sprint. Lors de la première étape de la Coupe du monde 2003-2004, il se retrouve sur le podium avec ses coéquipiers du relais à Kontiolahti. Un an plus tard, il est victorieux du relais d'Oberhof, où il signe aussi son premier top dix avec une huitième place en sprint.
En 2006, il termine septième du sprint 10 km et quatrième du relais aux Jeux olympiques d'hiver de 2006 organisés à Turin. Il est ensuite récompensé par son premier podium individuel sur le sprint d'Oslo. Son meilleur résultat en grand championnat est obtenu avec une sixième place en sprint lors des Championnats du monde 2007 à Antholz-Anterselva. Au début de la saison 2007-2008, il se classe troisième du sprint de Pokljuka, montant sur son deuxième et dernier podium individuel en Coupe du monde. Aux Jeux olympiques d'hiver de 2010, il se classe 34e de l'individuel et initialement 4e du relais; mais la disqualification du relais russe quelques années plus tard à cause du dopage d'Ustyugov rapportera finalement à lui et ses coéquipiers suédois la médaille de bronze olympique (troisième place). Il prend sa retraite sportive après la saison 2010-2011.
Sa sœur, Anna Maria Nilsson est également biathlète de haut niveau.

## Palmarès

### Jeux olympiques d'hiver
| Épreuve / Édition              | Individuel | Sprint | Poursuite | Départ groupé | Relais                              |
| Jeux olympiques 2006 Turin     | 44e        | 7e     | 20e       | 14e           | 4e                                  |
| Jeux olympiques 2010 Vancouver | 33e        | -      | -         | -             | Médaille de bronze, Jeux olympiques |

### Championnats du monde
| Mondiaux / Épreuve   | Individuel | Sprint   | Poursuite | Départ en masse | Relais   | Relais mixte                     |
| 2003 Khanty-Mansiïsk | -          | 24e      | 48e       | -               | 7e       | Épreuve inexistante à cette date |
| 2004 Oberhof         | 59e        | 49e      | LAP       | -               | 6e       | Épreuve inexistante à cette date |
| 2005 Hochfilzen      | 56e        | 30e      | 24e       | -               | 7e       | -                                |
| 2006 Pokljuka        | JO Turin   | JO Turin | JO Turin  | JO Turin        | JO Turin | 6e                               |
| 2007 Antholz         | 28e        | 6e       | 19e       | 10e             | 7e       | -                                |
| 2008 Östersund       | 54e        | 60e      | 35e       | -               | 6e       | -                                |
| 2009 Pyeongchang     | 26e        | 26e      | 27e       | 20e             | 9e       | -                                |

Légende :

 :épreuve inexistante

- : n'a pas participé à l'épreuve

### Coupe du monde
- Meilleur classement général : 22e en 2008.
- 2 podiums individuels : 2 troisièmes places.
- 5 podiums en relais : 2 victoires, 1 deuxième place et 2 troisièmes places.

#### Classements en Coupe du monde
| Saison    | Classement général final | Individuel | Sprint | Poursuite | Mass start |
| 2002-2003 | 73e                      |            | 68e    | nc        |            |
| 2003-2004 | 58e                      | nc         | 57e    | 61e       |            |
| 2004-2005 | 42e                      | 49e        | 37e    | 40e       |            |
| 2005-2006 | 28e                      | 38e        | 23e    | 35e       | 29e        |
| 2006-2007 | 36e                      | 61e        | 35e    | 36e       | 33e        |
| 2007-2008 | 22e                      | 32e        | 13e    | 25e       | 34e        |
| 2008-2009 | 34e                      | 35e        | 36e    | 31e       | 42e        |
| 2009-2010 | 53e                      | 37e        | 58e    | 56e       |            |
| 2010-2011 | 69e                      | nc         | 52e    | nc        |            |

### Autres
Il a décroché un titre mondial chez les juniors, lors du sprint de Val Ridanna en 2002.